# Litoria castanea
Litoria castanea är en groddjursart som beskrevs av Franz Steindachner 1867. Litoria castanea ingår i släktet Litoria och familjen lövgrodor. IUCN kategoriserar arten globalt som akut hotad. Inga underarter finns listade i Catalogue of Life.